# Dyscritulus planiceps
Dyscritulus planiceps är en stekelart som först beskrevs av Marshall 1896.  Dyscritulus planiceps ingår i släktet Dyscritulus och familjen bracksteklar. Arten är reproducerande i Sverige. Inga underarter finns listade i Catalogue of Life.